# Jeffrey Buis
Jeffrey Buis (Meppel, 27 dicembre 2001) è un pilota motociclistico olandese, due volte vincitore del campionato mondiale Supersport 300 nel 2020 e nel 2023.

## Carriera

### Trofei monomarca e campionato tedesco
Buis partecipò nel 2018 all'edizione olandese della Yamaha R3 Cup, ottenendo vari piazzamenti a podio e al campionato tedesco supersport 300, ottenendo in quest'ultima come miglior piazzamento due terze posizioni, nella gara 2 corsa sul circuito di Assen e nella gara 1 corsa su circuito di Hockenheim. Chiuse la stagione IDM in quarta posizione finale. Nel 2024, con la stessa squadra con cui gareggiò nel mondiale, prese parte a meno della metà delle gare nel campionato tedesco Supersport 300; i punti ottenuti con quattro vittorie ed un terzo posto gli consentirono di classificarsi in settima posizione.

### Mondiale Supersport 300
Il 7 dicembre 2018, la squadra olandese MTM Motoport, annunciò Buis e Dion Otten come nuovi piloti per il campionato mondiale Supersport 300 2019, in aggiunta ai già confermati Scott Deroue e Robert Schotman, tutti equipaggiati con Kawasaki Ninja 400.
Nella sua stagione d'esordio in un campionato del mondo, Buis ottenne un ottavo posto come miglior piazzamento sul circuito di Magny-Cours e terminò la stagione in quattordicesima posizione finale. Continuò nel mondiale Supersport 300 anche nella stagione 2020 sempre con il team MTM Motoport. Ottenne il primo podio, un secondo posto, nella gara 1 del gran premio di Portimão, in una gara interrotta per bandiera rossa a pochi giri dal termine, quando Ana Carrasco in testa alla gara, era seguita da Buis che era a soli 57 millesimi di secondo e con il terzo classificato a più di quattro secondi dalla testa della gara. Il 29 agosto, Buis ottenne la prima pole position e vinse la sua prima gara durante il gran premio d'Aragona e il giorno successivo vinse la sua seconda gara consecutiva. Al termine della stagione si laurea campione mondiale della categoria Supersport 300. Continua con lo stesso team anche nel 2021, conquista tre vittorie nei singoli Gran Premi e termina la stagione al terzo posto in classifica. Nel 2023, dopo una parentesi di un anno con le moto di cilindrata maggiore, tornò a gareggiare nel mondiale Supersport 300. Pilota titolare per il team MTM Kawasaki, con cui aveva già corso in precedenza, il compagno di squadra è stato il connazionale Loris Veneman. Al termine dell'ultima prova a Portimão si laureò campione del mondoː diventando così il primo pilota a vincere per due volte in questa categoria. Nel 2024 portò il numero uno sul cupolino della KTM RC 390 R ingaggiato dal team Freudenberg KTM-Paligo Racing. Dopo aver vinto la gara di apertura al Montmelò, tornò al successo solo a fine stagione in gara due a Magny-Cours terminando il campionato al quinto posto.

### Mondiale Supersport
Nel 2021, terminata la stagione nella Supersport 300, disputa gli ultimi due Gran Premi del mondiale Supersport. In qualità di pilota sostitutivo nel team G.A.P. Motozoo Racing by Puccetti, conquista i primi punti in questa categoria classificandosi quarantaseiesimo. Nel 2022 è pilota titolare nel mondiale Supersport, con il Motozoo Racing by Puccetti, con cui partecipa anche alla World Supersport Challenge. Chiude la stagione senza ottenere punti.

## Risultati in gara

### Campionato mondiale Supersport 300
| 2019 | Moto     |    |    |    |   |    |    |    |     |   |    |  |  |  |  |  |  | Punti | Pos. |
| ---- | -------- | -- | -- | -- | - | -- | -- | -- | --- | - | -- |  |  |  |  |  |  | ----- | ---- |
| 2019 | Kawasaki | 16 | 13 | AN | 9 | 14 | 15 | 23 | Rit | 8 | 12 |  |  |  |  |  |  | 25    | 14º  |

| 2020 | Moto     |    |    |   |   |   |   |   |   |   |   |   |   |   |   |  |  | Punti | Pos. |
| ---- | -------- | -- | -- | - | - | - | - | - | - | - | - | - | - | - | - |  |  | ----- | ---- |
| 2020 | Kawasaki | 29 | 12 | 2 | 4 | 1 | 1 | 2 | 1 | 5 | 3 | 1 | 2 | 6 | 9 |  |  | 221   | 1º   |

| 2021 | Moto     |   |    |    |   |   |   |   |   |    |   |   |   |   |   |     |    | Punti | Pos. |
| ---- | -------- | - | -- | -- | - | - | - | - | - | -- | - | - | - | - | - | --- | -- | ----- | ---- |
| 2021 | Kawasaki | 6 | 12 | 28 | 7 | 3 | 4 | 7 | 1 | 25 | 3 | 1 | 7 | 1 | 4 | Rit | 28 | 174   | 3º   |

| 2023 | Moto     |   |     |   |   |    |     |   |   |   |   |   |   |   |   |   |    | Punti | Pos. |
| ---- | -------- | - | --- | - | - | -- | --- | - | - | - | - | - | - | - | - | - | -- | ----- | ---- |
| 2023 | Kawasaki | 8 | Rit | 1 | 3 | 11 | Rit | 3 | 4 | 9 | 7 | 1 | 1 | 2 | 1 | 8 | 11 | 207   | 1º   |

| 2024 | Moto |   |    |     |    |   |   |    |     |   |   |   |   |   |   |    |    | Punti | Pos. |
| ---- | ---- | - | -- | --- | -- | - | - | -- | --- | - | - | - | - | - | - | -- | -- | ----- | ---- |
| 2024 | KTM  | 1 | 17 | Rit | NP | 6 | 2 | 21 | Rit | 7 | 7 | 4 | 1 | 9 | 8 | 18 | 10 | 132   | 5º   |

| 2025 | Moto |   |     |   |   |    |   |   |    |  |  |  |  |  |  |  |  | Punti | Pos. |
| ---- | ---- | - | --- | - | - | -- | - | - | -- |  |  |  |  |  |  |  |  | ----- | ---- |
| 2025 | KTM  | 1 | Rit | 1 | 1 | 23 | 1 | 8 | 10 |  |  |  |  |  |  |  |  | 114   |      |

| Legenda | 1º posto        | 2º posto            | 3º posto           | A punti      | Senza punti        | Grassetto – Pole position Corsivo – Giro più veloce |
| Legenda | Gara non valida | Non qual./Non part. | Ritirato/Non class | Squalificato | '-' Dato non disp. | Grassetto – Pole position Corsivo – Giro più veloce |

### Campionato mondiale Supersport
| 2021 | Moto     |  |  |  |  |  |  |  |  |  |  |  |  |  |  |  |  |  |  |  |  |    |    |    |    | Punti | Pos. |
| ---- | -------- |  |  |  |  |  |  |  |  |  |  |  |  |  |  |  |  |  |  |  |  | -- | -- | -- | -- | ----- | ---- |
| 2021 | Kawasaki |  |  |  |  |  |  |  |  |  |  |  |  |  |  |  |  |  |  |  |  | 18 | 15 | 16 | 15 | 2     | 46º  |

| 2022 | Moto     |     |    |    |    |    |    |     |    |    |    |    |    |    |    |    |    |    |     |  |  |  |  |  |  | Punti | Pos. |
| ---- | -------- | --- | -- | -- | -- | -- | -- | --- | -- | -- | -- | -- | -- | -- | -- | -- | -- | -- | --- |  |  |  |  |  |  | ----- | ---- |
| 2022 | Kawasaki | Rit | 18 | 18 | 20 | 25 | 28 | Rit | 27 | 21 | 20 | 25 | 21 | 26 | 25 | 27 | 26 | 24 | Rit |  |  |  |  |  |  | 0     |      |

| Legenda | 1º posto        | 2º posto            | 3º posto           | A punti      | Senza punti        | Grassetto – Pole position Corsivo – Giro più veloce |
| Legenda | Gara non valida | Non qual./Non part. | Ritirato/Non class | Squalificato | '-' Dato non disp. | Grassetto – Pole position Corsivo – Giro più veloce |